# Hermanninsaari (ö i Norra Österbotten)
Hermanninsaari är en ö i Finland. Den ligger i sjön Naamankajärvi och i kommunen Kuusamo i den ekonomiska regionen  Koillismaa ekonomiska region  och landskapet Norra Österbotten, i den nordöstra delen av landet, 700 km norr om huvudstaden Helsingfors. Öns area är 40,1 hektar och dess största längd är 1 kilometer i sydöst-nordvästlig riktning.